# باشگاه فوتبال متا
باشگاه فوتبال متا (انگلیسی: FK Metta) یک باشگاه فوتبال در شهر ریگا، لتونی است که در سال ۲۰۰۶ تأسیس شده‌است.